# Eotriceratops
Eotriceratops é um gênero de dinossauros ceratopsianos herbívoros que viveram na região da América do Norte durante o fim do periodo Cretáceo. A única espécie nomeada é Eotriceratops xerinsularis.

## Descoberta
No início de agosto de 1910, Barnum Brown, durante uma expedição do Museu Americano de História Natural, descobriu um grande esqueleto de dinossauro em Dry Island, na margem oeste do Rio Red Deer, no sul de Alberta, Canadá. Brown, no entanto, negligenciou essa descoberta porque estava mais interessado nos muitos espécimes de Albertosaurus presentes na área. Sem saber da descoberta de Brown, em 2001 uma equipe do Museu de Paelontologia Royal Tyrrell e do Canadian Museum of Nature montou uma expedição à Dry Island. O cozinheiro da expedição, Glen Guthrie, redescobriu o esqueleto por acidente.

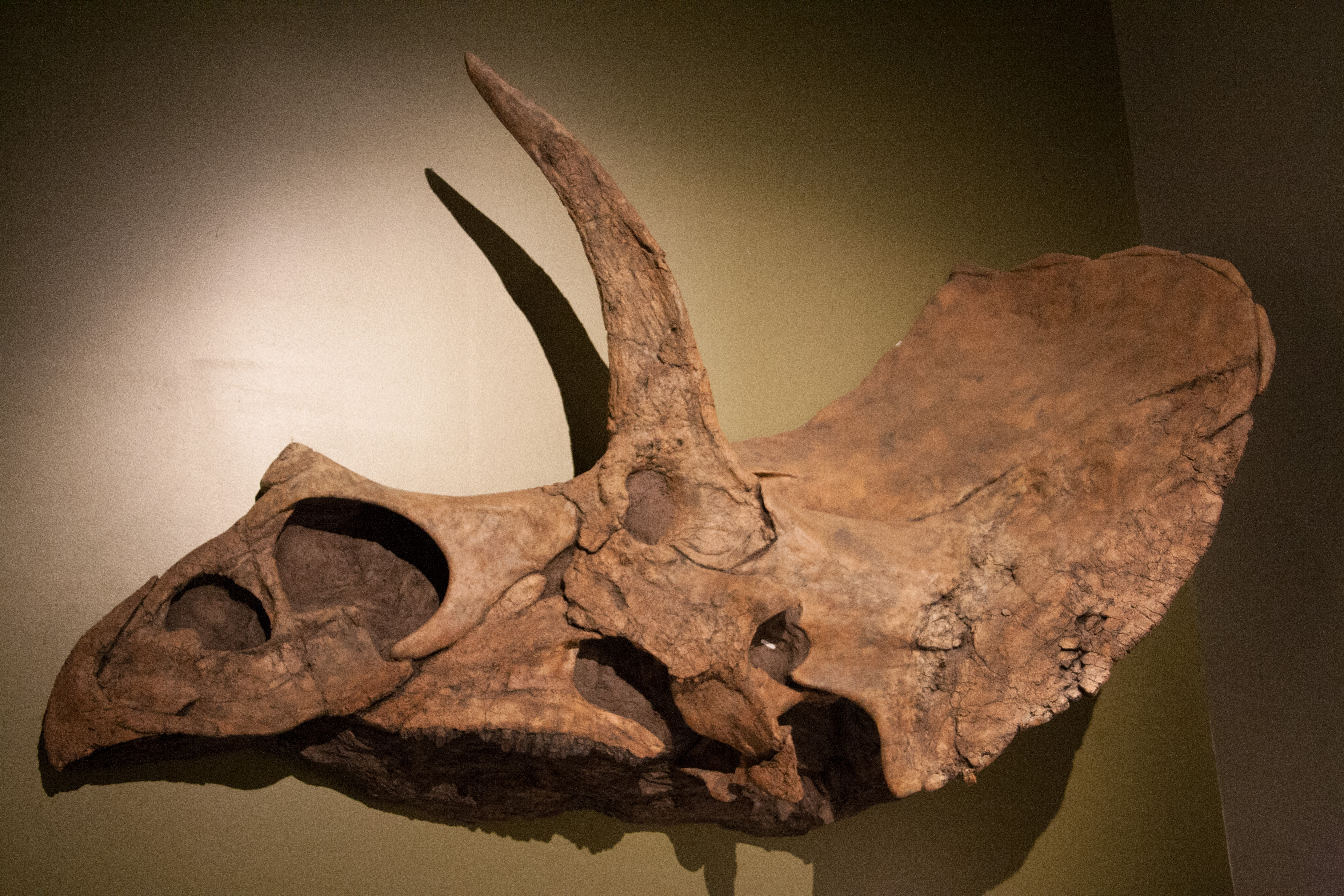
Crânio reconstruído

Eotriceratops foi nomeado e descrito por Xiao-Chun Wu, Donald B. Brinkman, David A. Eberth e Dennis R. Braman em 2007. A espécie-tipo é Eotriceratops xerinsularis. O nome genérico combina um grego ἠώς, èos, ("amanhecer"), com o nome do gênero Triceratops, em referência a este ser de uma idade mais antiga em relação ao outro gênero. O nome específico xerinsularis, significa "da ilha seca", do grego ξηρός, xèros, "seco", e latim insula, "ilha" e é uma referência à Dry Island Buffalo Jump Provincial Park, onde seus restos foram encontrados.
O espécime holótipo, RTMP 2002.57.5, foi encontrado em uma camada superior da Formação Horseshoe Canyon, datada do início do Maastrichtiano, cerca de 68,8 milhões de anos atrás. Consiste em um esqueleto parcial com grande parte do crânio; este não tem mandíbulas inferiores, mas inclui partes das bordas do folho, chifres grandes acima dos olhos e um chifre pequeno acima do nariz, semelhante ao Triceratops, ao qual este esta intimamente relacionado. Também foram recuperados pelo menos sete cervicais e cinco vértebras dorsais, além de várias costelas e tendões ossificados. Os ossos foram encontrados em grande parte desarticulados. Como o espécime foi encontrado em xisto mal acamado, muitos dos ossos foram gravemente esmagados.
Em 2010, Gregory S. Paul renomeou a espécie Triceratops xerinsularis, mas esta inclusão de Eotriceratops no gênero existente Triceratops não foi seguida por outros pesquisadores.
Possíveis espécimes adicionais, que foram diversamente incluídos nas espécies Ojoceratops fowleri e Torosaurus utahensis, são conhecidos do mesmo período no Novo México e também podem pertencer a Eotriceratops.

## Descrição

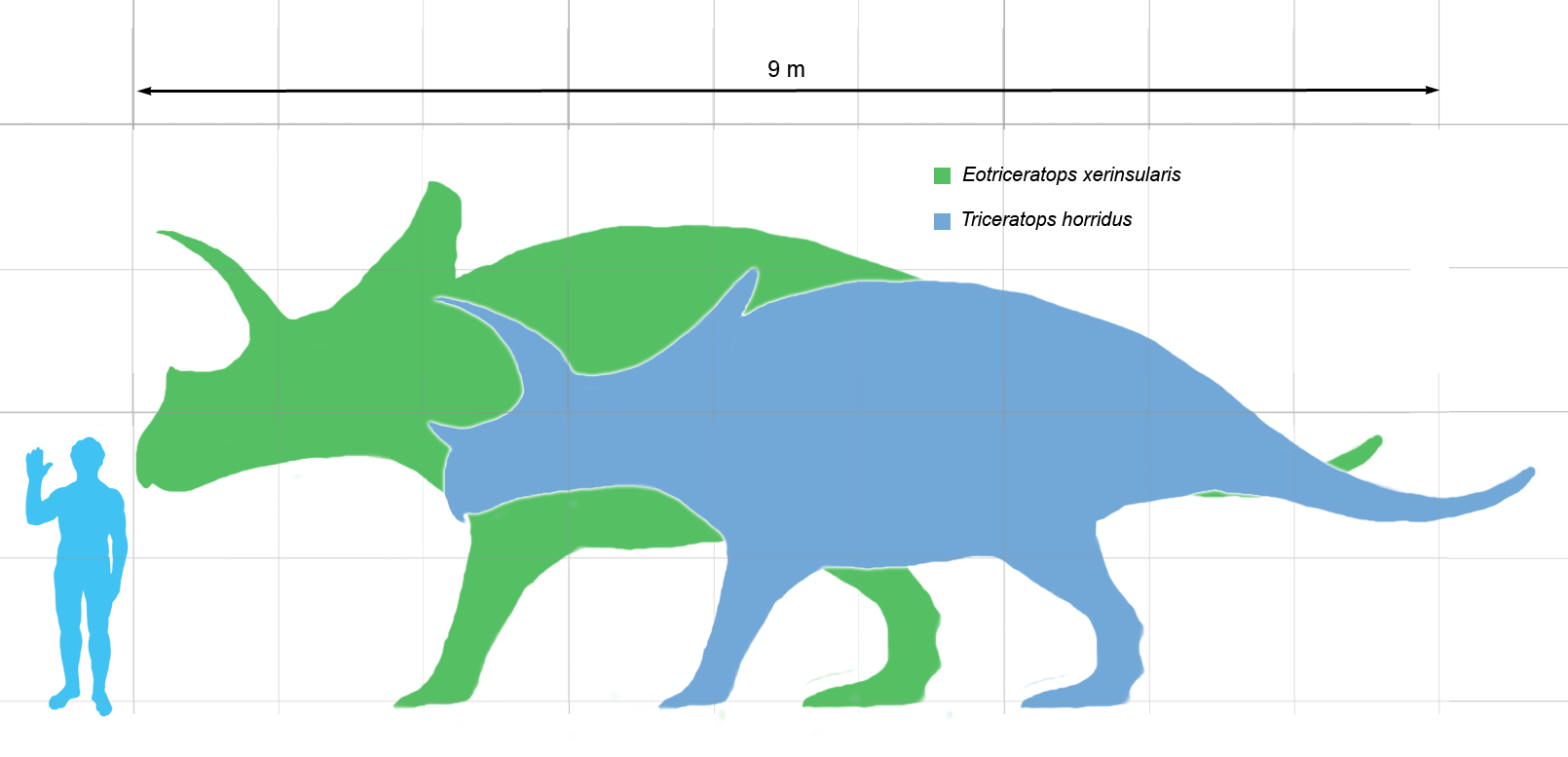
Comparação de tamanho do dinossauro ceratopsiano Eotriceratops (verde) com um Triceratops e um humano.

O holótipo do crânio foi estimado como tendo um comprimento original de cerca de 3 metros. Foi estimado que este espécime tinha um comprimento total de cerca de 9 metros. Em 2010, Paul estimou seu comprimento em 8,5 metros, enquanto seu peso estimado em dez toneladas.
Eotriceratops difere de outros ceratopsianos do clado Chasmosaurinae em características únicas dos ossos do crânio. Em 2007, várias autapomorfias, características únicas derivadas, foram estabelecidas. O processo da praemaxilla, projetando-se obliquamente para cima e para trás na narina óssea, não tem sulco ou depressão em seu lado externo, ao contrário da situação com o Triceratops; este processo é excepcionalmente amplo em vista lateral; também atinge acima do nível da borda inferior da janela interpraemaxilar. Os episquamosais, os epoccipitais do esquamosal, portanto as ossificações cutâneas que revestem e frequentemente se projetam da borda do folho, têm uma base extremamente alongada e são achatados e delgados, tocando uns aos outros como no Torosaurus utahensis. Perto da borda inferior do esquamosal, um sulco ou depressão claramente demarcada está presente. Na parte frontal inferior do núcleo do corno nasal, um sulco de veia vertical, ligeiramente obliquamente descendente, encontra o segundo sulco de veia, estendendo-se horizontalmente. O epijugal forma um chifre jugal agudo e invulgarmente pronunciado. Na parte superior traseira, o epijugal apresenta um processo pronunciado, apontando para trás. Uma depressão no topo do epijugal forma uma faceta de contato com o jugal; uma depressão em seu lado interno forma uma faceta separada em contato com o quadratojugal.

## Classificação

Diagrama comparando o tamanho dos ceratopsídeos. Eotriceratops em amarelo

Eotriceratops foi em 2007 colocado na Chasmosaurinae. Em uma análise de um cladograma, foi colocado como um parente próximo de Triceratops, Nedoceratops e Torosaurus. Teria sido a espécie irmã do Triceratops. Em vista de sua maior idade, os autores descritores consideraram mais provável que o Eotriceratops fosse de fato basal, ou seja, mais baixo na árvore evolutiva do que os outros três gêneros.